# Joaquim Martí Gadea
Joaquim Martí Gadea (Balones, el Comtat, 15 de juliol de 1837 - Mislata, l'Horta, 16 de novembre de 1920) va ser un religiós valencià, filòleg i escriptor.
Als disset anys va ingressar al seminari, va ser rector de diversos pobles fins que va ser destinat a la parròquia de Mislata, on va escriure la seua important obra lexicogràfica i narrativa. El 1881 va escriure el primer fascicle del seu Diccionari valencià-castellà que va sufragar de la seua pròpia butxaca. El 1904 va publicar la "Burromaquia alacantina", on simula un congrés de rucs en una pineda del seu poble. La major part de la seua obra, però, pot inscriure's en un corrent que oscil·la entre el costumisme i l'autoctonisme, amb títols com Ensisam de totes herbes, Trossos i mossos, Tipos, modismes i coses rares i curioses de la tèrra del gè i l'obra pòstuma Tipos d'espardenya i sabata:

## Biografia
Joaquim Martí i Gadea va nàixer a Balones el dia 15 de juliol de 1837, fill d’una família humil. Segons Adolfo Domínguez Moltó, autor de l’única biografia que coneixem del folklorista, el pare de Martí i Gadea va ser un home analfabet que es dedicava a temps parcial al cobrament de la contribució. Popularment conegut al seu poble per Ximet el de la Cota (o Jota, castellanitzat), el malnom de la família li provenia de son pare, Antonio Martí, qui segons sembla era molt afeccionat als versos i a tocar la guitarra. No és gens descartable, doncs, que aquell repertori de l'avi influïra a posteriori en l’afecció del net a apuntar cançons, poemes i rondalles.
La formació intel·lectual de Martí i Gadea no va ser gaire profunda. Va aprendre les primeres lletres al seu poble, a l’aula de gramàtica que alguns frares, exclaustrats per la Desamortització, havien instal·lat en un graner. Més tard va començar a desplaçar-se fins a Gorga, on va rebre classes de llatí a càrrec del rector d'aquesta població.
Als dèsset anys la seua vocació religiosa el portà a ingressar al Seminari Conciliar de València. Allí va estudiar humanitats, filosofia, teologia i cànons, sembla que amb qualificacions excel·lents. Va ser ordenat sacerdot el 1865, als 28 anys, i va oficiar la primera missa al seu poble. Una vegada nomenat va exercir de coadjutor de Casinos (1865 a 1867), Pedreguer i Dénia (1867 ambdues). El seu primer destí com a rector titular, però, va ser a Senija (la Marina), on va romandre des del 1867 fins al 1876. Ja aquest darrer any passà a la parròquia d'Anna, a La Canal de Navarrés. L'interés que va sentir pel dialecte local d'aquesta comarca es deixa veure en algunes de les seues obres com Ensisam de totes herbes.
El 1878 va concórrer a oposicions per a cobrir places vacants i com a resultat li va ser concedit el curat de Mislata. En aquesta població de l’Horta el nostre autor va desenvolupar la major part de la seua activitat religiosa. Segons apunta Domínguez Moltó, Martí i Gadea va ser un sacerdot molt implicat en la seua tasca pastoral i va escometre obres de restauració molt importants en el temple. L’any 1916, amb 79 anys d'edat, va sol·licitar el nomenament d’un regent per ajudar-lo en les feines diàries de la parròquia. Poc més tard, el 1920, va morir a Mislata, als 83 anys, a causa d’una prostatitis. Malgrat les seues últimes voluntats, va ser soterrat a Mislata i no a Balones, tal com hauria estat el seu desig.
Home reservat i de caràcter introvertit, durant els seus anys d’activitat intel·lectual no va ser afeccionat a relacionar-se amb altres autors de l'època, i no va participar gaire en les activitats dels cercles valencianistes. Malgrat tot, la seua obra va ser coneguda pels seus contemporanis, que li van prodigar en vida homenatges diversos. Així, el 1916 el Centre de Cultura Valenciana el va nomenar Director Consiliari. També va ser nomenat membre d’honor de Lo Rat Penat. Els darrers homenatges els va rebre tant per part de l’Ajuntament de Mislata, que li dedicà un carrer, com per part del de Balones, el seu poble natal, on actualment una plaça porta el seu nom.

## Ensisam de totes herbes
Publicat el 1906, el llibre s'obri amb una extensa col·lecció de versos en forma de quartetes, quintilles i altres motlles estròfics. Molts, la majoria, semblen d'origen popular, encara que és ben probable que alguns d'ells foren originaris de Martí Gadea. Segueixen parts dedicades a anècdotes, sussuïts, acudits i petites històries de tipus popular, i s'hi inclouen alguns col·loquis que devien ser molt populars en l'època, com el de Nelo el Tripero o el Diàleg entre Lo Rat Penat i l'engonari de la Llotja. Remata l'Ensisam una «Part castellana» que reprodueix l'esquema dels capítols anteriors, però arreplegant poemes, sussuïts, contes i tradicions originaris de la part castellanoparlant del País Valencià.
L'autor amplià posteriorment aquesta obra a través de la publicació de Caps i senteners.

## Trossos i mossos
En cert sentit, pot interpretar-se com una altra continuació de l'Ensisam de totes herbes. En aquesta obra, més modesta, trobem preferència per l'aplec de cançons i poemes populars, especialment originaris de la comarca de la Marina.

## Tipos, modismes i coses rares i curioses de la tèrra del ge
Possiblement és l'obra més ambiciosa de Martí i Gadea. Publicada en tres volums i en forma gairebé d'enciclopèdia, l'autor de Balones mira d'encabir tots aquells aspectes destacables de la terra valenciana, coneguda en el llibre com la «terra del Gè» (Xe): monuments, tradicions, llocs naturals, festivitats, personatges històrics… En moltes de les entrades l'autor aporta petits comentaris que fan notar la seua ideologia, francament antiliberal, conservadora, contrària als ideals de la Il·lustració, a la influència francesa (considerada com a molt negativa) i a qualsevol intent de laïcització de la societat.

## Tipos d'espardenya i sabata
Obra pòstuma de Martí i Gadea, correspon a un manuscrit trobat entre els papers del rector de Mislata per part d'Adolf Domínguez i Moltó. Segons indica aquest al pròleg de l'obra, Tipos d'espardenya i sabata fou escrit entre els anys 1905 i el 1910, i Martí i Gadea morí sense haver-ne acabat la redacció definitiva. Publicada l'any 1981, constitueix una galeria de personatges que existiren realment en els pobles menuts de la Marina, especialment a Balones i Gorga:
| « | No és una obra de ficció. Tots els seus protagonistes han existit. Allí apareixen tots. Des dels tipos d'espardenya –els pobres– que eren els més, fins als tipos de sabata –els rics– que eren els menys. Allí estan dibuixats els llests i els ximples, els hòmens de carrera i els analfabets, els bons i els mals; tota una xicoteta comunitat ab les seues ventures i les seues desventures, amb les seues grandeses i les seues misèries. La dura existència dels habitants de Balones que es reflecteix en les seus pàgines, és la mateixa que vivien la resta dels residents dels pobles xicotets en l'Espanya del segle passat. | » |

L'autor fa una semblança biogràfica de 94 persones de Balones i de 25 de Gorga, incloent-hi comentaris no sempre positius al voltant de la reputació i la fama de cadascun d'ells. Hi apareix, per exemple, el mateix pare de l'autor, en boca del qual es posen paraules molt en la línia de la ideologia conservadora, catòlica i immobilista que ja hem assenyalat per a altres obres de Martí Gadea:
| « | En diferents ocasións es solía traure á rògle als pòbres y als richs, dient si estos pòden fer ó no fer més que aquells, y sempre que nomenaven això, eixía enseguida en esta jarrá: -Gé, deixémse de caps; tota ma vida sench dir qu'el que te pes alça arròves, y qu'el peix gròs es menja al menut; may voréu cap de peix gran dins el ventre del giquet, pero en trobaréu bòna còsa de giquets dins del gran. | » |